# Planty
Planty ist eine französische Gemeinde mit 231 Einwohnern (Stand 1. Januar 2022) im Département Aube in der Region Grand Est (vor 2016 Champagne-Ardenne). Sie gehört zum Kanton Aix-Villemaur-Pâlis im Arrondissement Troyes. 

## Geographie
Planty liegt etwa 33 Kilometer westsüdwestlich von Troyes. 
Nachbargemeinden sind Marcilly-le-Hayer im Norden, Aix-Villemaur-Pâlis im Osten, Paisy-Cosdon im Osten und Südosten, Saint-Benoist-sur-Vanne im Süden, Vulaines im Südwesten, Bagneaux im Südwesten und Westen, Courgenay im Westen sowie Pouy-sur-Vannes im Nordwesten.

## Bevölkerungsentwicklung
| Jahr                       | 1962 | 1968 | 1975 | 1982 | 1990 | 1999 | 2006 | 2011 | 2019 |
| -------------------------- | ---- | ---- | ---- | ---- | ---- | ---- | ---- | ---- | ---- |
| Einwohner                  | 276  | 256  | 217  | 177  | 144  | 168  | 180  | 216  | 235  |
| Quellen: Cassini und INSEE |      |      |      |      |      |      |      |      |      |

## Sehenswürdigkeiten
- Kirche Saint-Félix-de-Nole aus dem 12. Jahrhundert

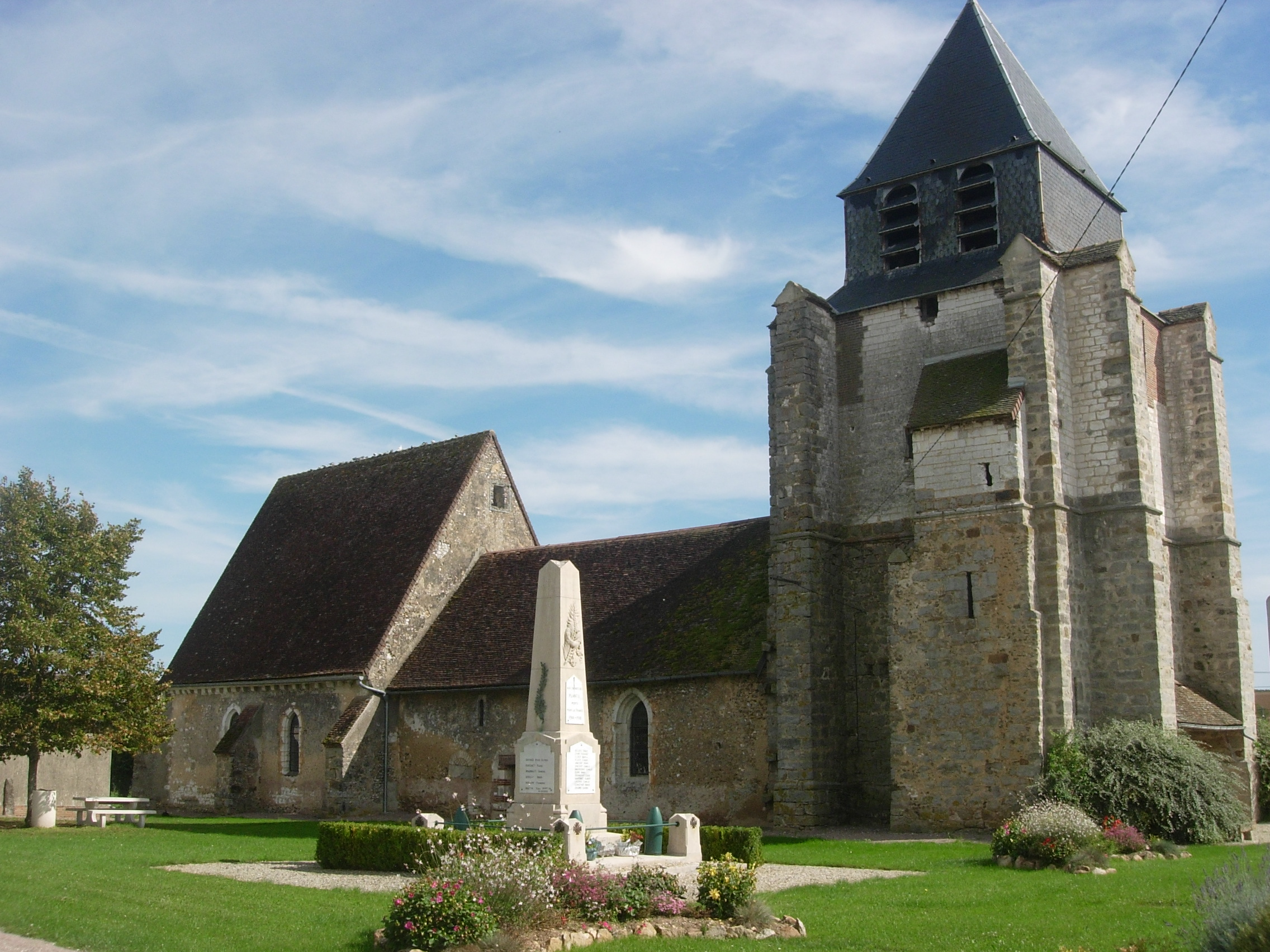
Kirche Saint-Félix-de-Nole